# لويس إرنيستو ميتشل
لويس إرنيستو ميتشل فيرغارا (بالإسبانية: Luis Ernesto Michel Vergara) (مواليد 21 يوليو 1979 في إل غرولو) لاعب كرة قدم مكسيكي يلعب حاليا في نادي غوادالاخارا المكسيكي .

## روابط خارجية
- لويس إرنيستو ميتشل على موقع الاتحاد الدولي (مؤرشف)  (الإنجليزية)
- لويس إرنيستو ميتشل على موقع قاعدة بيانات كرة القدم.إي يو (الإنجليزية)
- لويس إرنيستو ميتشل على موقع ناشيونال فوتبول تيمز (الإنجليزية)
- لويس إرنيستو ميتشل على موقع Soccerway.com (الإنجليزية)
- لويس إرنيستو ميتشل على موقع كووورة
- لويس إرنيستو ميتشل على موقع AS.com (الإسبانية)